# Colégio Estadual Francisco Carneiro Martins
El Colegio Provincial Francisco Carneiro Martins, es una institución de enseñanza localizada en el municipio brasileño de Guarapuava, en el estado de Paraná es mantenido por el Gobierno del Estado de Paraná, a través de la Secretaría de Estado de la Educación conectada administrativamente al Núcleo Regional de Educación de Guarapuava, es el colegio más antiguo de Guarapuava y el mayor en número de estudiantes matriculados atendiendo Guarapuava y región ofertando la enseñanza media y cursos técnicos integrado y subsequente, inició sus actividades en 1º de marzo de 1946, bajo la denominación de “Ginásio Provincial de Guarapuava.